# Guitar Hero
Sê-ri Guitar Hero (đôi khi gọi là sê-ri Hero) là một loạt trò chơi về âm tiết âm nhạc lần đầu xuất bản năm 2005 bởi RedOctane và Harmonix, đồng thời do Activision phát hành, trong đó người chơi sử dụng một bộ điều khiển ghita để mô phỏng các tiếng ghita chính, ghita bass và ghita rhythm qua rất nhiều bài hát nhạc rock.